# Maleszów
Maleszów – wieś w Polsce położona w województwie dolnośląskim, w powiecie strzelińskim, w gminie Kondratowice.
Wieś położona jest nad Małą Ślęzą. W pierwszej dekadzie XXI wieku planowano w ramach programu małej retencji budowę w rejonie wsi zapory wodnej o wysokości 11,11 m i długości 338 m. Utworzony zbiornik retencyjny miał mieć pojemność użytkową 2,3 mln m³ i pojemność całkowitą 5,6 mln m³.

## Podział administracyjny
W latach 1975–1998 miejscowość administracyjnie należała do województwa wrocławskiego.

## Szlaki turystyczne
- Niebieski:  Sienice – Kondratowice – Rakowice – Maleszów – Janowiczki – Bednarz – Stachów – Las nad Czerwieńcem – Jakubów – Ciepłowody – Karczowice[5]